# Polyplectana nigra
Polyplectana nigra is een zeekomkommer uit de familie Synaptidae.
De wetenschappelijke naam van de soort werd in 1868 gepubliceerd door Karl Semper.